# Добри Филов
Добри Христов Филов е български политик от Демократическата партия от началото на XX век.

## Биография
Роден е през 1861 година в Цариград. Произхожда от калоферския род Филови, от който е и Богдан Филов. Учи в Румъния и България. Завършва право в Московския университет. От 1893 е член на Разградския окръжен съд. През 1896 е уволнен от длъжността подпредседател на Варненския окръжен съд, вероятно по политически причини. Кандидат за народен представител от Кула през 1902 г. През същата година е член на Варненското македоно-одринско братство.
Председател на общинската тричленна комисия, а на 18 юли 1908 е избран с тайно гласуване за кмет на Варна. По време на неговото управление, продължило до 1909 година, се отдава на търг осветлението на улиците и площадите, доставката на медикаменти, извършен е ремонт на сградата на Телеграфо-пощенската станция, лобира за гласуването на специален закон за каптирането на водите за питейни нужди. Постепенно в общинския съвет се зараждат противоречия и той е разделен на две фракции. В резултат на това Добри Филов си подава оставката през лятото на 1909 година. 
Живее в къща на несъществуващата днес улица "Ниш" в близост до Девическата гимназия във Варна. По време на Първата световна война къщата на Добри Филов е разрушена при обстрел на руска ескадра, при което загива съпругата му Мария, рускиня по произход. 
Пише стихотворения под псевдонима Храбрий.